# Városi Gábor
Városi Gábor (Budapest, 1965. december 10. –) magyar festőművész, szobrász, fotográfus és építész. Munkássága magában foglalja az absztrakt expresszionizmus, a kinetikus művészet, valamint az avantgárd építészet területeit. Legismertebb alkotásai közé tartozik a Költő Kert Villapark és Galéria, amely egy lakható térplasztika zen kerttel és kiállítóteremmel. Mesterei és mentorai között szerepel Victor Vasarely, Kokas Ignác, Dienes Gábor és Tölg-Molnár Zoltán.

## Tanulmányai és pályakezdése
Városi Gábor művészeti tanulmányait 1980 és 1984 között a Képző- és Iparművészeti Szakgimnáziumban kezdte, ahol Tölg-Molnár Zoltán és Sáros László György tanítványa volt. Tanulmányai során számos díjat nyert, többek között a Domanovszky-nívódíjat és a Március 15. concept-díjat. 1985-től 1989-ig a Magyar Képzőművészeti Egyetem festő szakán tanult Kokas Ignác és Dienes Gábor mestereknél. 1987-ben Svédországban, Stockholmban ösztöndíjjal tanult és állított ki, majd később Párizsban rendezett önálló kiállítását Victor Vasarely nyitott meg. Művei a brüsszeli Modern Művészetek Múzeumának pályázatán első díjat nyertek.

## Festészet és szobrászat
Városi Gábor művészetére az absztrakció, az action painting és a tasizmus jellemző. A '90-es években az absztrakt enkausztikával kísérletezett, majd később digitálisan manipulált fotóit tradicionális festészeti eszközökkel kombinálta. Festményei, mint a "lélek-festmények", erőteljes színeket és kifejező gesztusokat használnak, hogy az érzelmeket és belső világát tükrözzék. Szobrászként kinetikus üvegszobrokat készít, amelyek mesterséges intelligencia által vezérelt világítással és mozgással rendelkeznek, valamint különleges, lakható térplasztikákat is tervez.

## Építészet
Városi építészeti munkái különleges térbeli kísérletek, amelyek célja a művészeti és lakhatási funkciók integrálása. Fő műve a Költő Kert Villapark és Galéria, amely high-end lakásként is működő avantgárd műalkotás. Az épületben művészi részletek és természetes elemek, például növények és vízfelületek kombinációja található, amelyek az élő környezet részévé válnak.

## Fotózás
Városi több mint 90 országban készített fotókat, amelyek tájképektől a portrékig terjednek, céljuk pedig a szépség és az emberi érzelmek megörökítése. Analóg és digitális technikával egyaránt dolgozik; az analóg technikák lassan kikerültek a használatból, ma már főleg digitális eszközökkel dolgozik.

## A Zen Studios és egyéb tevékenységei
2000-ben alapította meg a Zen Studios játékszoftver-fejlesztő céget Kígyóssy Zsolttal. A cég 2015-ben a Metacritic listáján díjat nyert, és 2020-ban a svéd Embracer Group vásárolta fel.

## Könyv
2022-ben jelent meg a Városi-könyv: Művek, Korszakok, Történetek című könyv, amely Városi Gábor életművét mutatja be, beleértve legújabb absztrakt expresszionista festményeit és kinetikus szobrait.